# Kaljo Põllu
Kaljo Põllu (28 de novembro de 1934 - 23 de março de 2010) foi um artista estoniano.